# Hôtel du Lau d'Allemans
L’hôtel du Lau d'Allemans est un hôtel particulier situé au no 29 rue Saint-Guillaume, dans le 7e arrondissement de Paris. Rattaché à l'hôtel de Mortemart, il est depuis les années 1930 le siège de l'Institut d'études politiques de Paris. Il abrite le « Grand hall » de l'école et l'amphithéâtre Boutmy.

## Histoire

### Propriété de la famille du Lau d'Allemans (XVIIe siècle-1834)
L'hôtel du Lau d'Allemans est bâti à la fin du XVIIe siècle, à une date inconnue, par la famille de Beaupoil de Saint-Aulaire. Il se trouve, sur les plans d'époque, au n°27 de la rue Saint-Guillaume. Le mariage en 1712 de l'héritière de la famille, Antoinette-Julie de Beaupoil, avec Jean-Armand du Lau d'Allemans, provoque le transfert de la propriété de l'hôtel à cette famille, et lui donne son nom. Il existe alors un autre hôtel du même nom, situé au n°34 de la rue de Vaugirard.
Lorsque la Révolution française éclate, l'hôtel devient propriété de l'État, car le descendant de la famille émigre. Jean-Armand-Marie du Lau d'Allemans, revenu en France sous le Consulat, rachète l'hôtel lorsque l’État le met en vente en 1800. Sous le Premier Empire et la Restauration, la Congrégation du père Bourdier-Delpuits héberge les toutes premières réunions de la société secrète. La Congrégation migre ensuite vers le séminaire des Missions étrangères de Paris. L'hôtel dispose à l'époque d'un logis à l'entrée, d'une cour au milieu, et d'un jardin au fond.

### Propriété de la famille Godfroy (1834-1912)
La veuve de Jean-Armand-Marie du Lau d'Allemans y vit jusqu'en 1834, date à laquelle, légué à ses trois fils, l'hôtel est vendu. Pierre-Nicolas Godfroy devient propriétaire de l'hôtel, qui demeure dans la famille jusqu'en 1912. L'hôtel est divisé en treize appartements, qui sont alors en location.

### Campus de Sciences Po (depuis 1912)
En 1879, l’École libre des sciences politiques se porte acquéreur de l'hôtel de Mortemart voisin. Cela permet d'aménager les actuels petit hall et bibliothèque René Rémond. Cherchant à s'étendre, l'école acquiert l'hôtel d'Eaubonne, au n°25, en 1886. En 1907, le conseil d'administration tente d'acquérir l'hôtel du Lau d'Allemans, sans réussite. Lorsqu'il est mis à la vente en 1912, le conseil d'administration décide de son achat le 5 juin, et l'acte est signé le 18 juin pour 424 000 francs. L'école devient ainsi propriétaire du bâtiment, mais aussi de son jardin, qui jouxte le jardin du n°27.
L'école doit attendre quelques années que les baux des quinze locataires de l'hôtel expirent. Le directeur, Eugène d'Eichthal, repousse l'aménagement du bâtiment à la fin de la Première Guerre mondiale. La loge du concierge est transférée à l'hôtel du Lau d'Allemans, puis des salles de cours sont créées dans un premier temps.

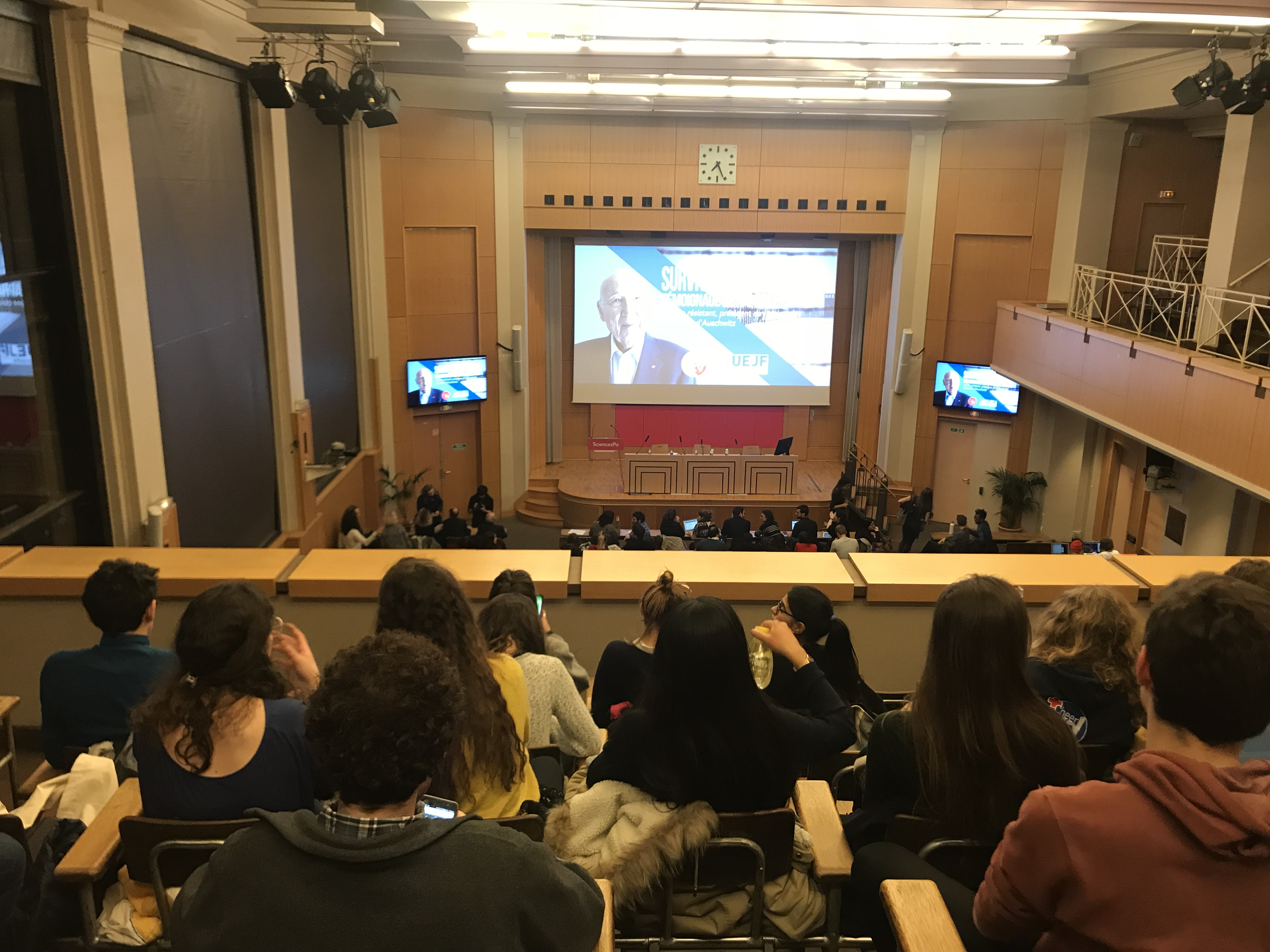
Amphithéâtre Emile Boutmy, au 29, rue Saint-Guillaume

En 1933, le directeur prend la décision de mettre en mouvement le chantier. Il fait appel à l'architecte Henri Martin. Il fait bâtir, sur le jardin de l'hôtel, un bâtiment accueillant des grands amphithéâtres, perpendiculaire au jardin du n°27. L'amphithéâtre Boutmy est ainsi créé au rez-de-chaussée, avec le concours de Victor Prouvé. Un hall d'accès à l'aile des amphithéâtres est alors créée, et prend le nom de « Grand hall », sous une voûte pavée de verre, avec un banc en bois sous forme de péniche au milieu. Afin que l'hôtel de Mortemart communique avec l'hôtel du Lau d'Allemans, les ailes latérales de ce dernier sont démolies. On peut dès lors accéder au petit hall et à la bibliothèque depuis le grand hall donnant sur l'amphithéâtre Boutmy. Le sous-sol de l'hôtel est aménagé comme salle de sport, à la demande de Roger Seydoux.
Le directeur Jacques Chapsal fait achever les modifications de l'hôtel en 1948. La façade est entièrement détruite et créée à neuf par Henri Martin, qui perce trois grandes portes d'entrée dans l'axe du grand hall. Ainsi, le 25, 27 et 29 de la rue Saint-Guillaume sont rassemblés sont un seul numéro, le 27, quoique l'entrée de l'établissement soit située sur l'hôtel du Lau d'Allemans.